# Библиотека Тартуского университета
Библиотека Тартуского университета (эст. Tartu Ülikooli Raamatukogu) — крупнейшая и старейшая библиотека Эстонии, созданная в 1802 году при Императорском Дерптском университете. Содержит ряд уникальных книг и рукописей.

## История
В 1632 году шведский король Густав II Адольф основал Тартуский университет, который в 1632—1656 годах действовал под названием «Академия Густавиана», а в 1690—1710 годах назывался «Академия Густаво-Каролина». В 1690 году по распоряжению шведского короля Карла XI, шведский дипломат Н. Гильденстольпе передал для основания университетской библиотеки 2700 томов из своей библиотеки. В 1710 году, когда прекратилась деятельность университета, университетская библиотека на 3300 томов была вывезена в Швецию. В 1717 году большинство этих книг попала в Шведскую Королевскую библиотеку.
Современная библиотека была основана в 1802 году, когда, 12 апреля 1802 года по указу Александра I был возобновлён Дерптский университет. В качестве здания использованы руины Домского собора, перестроенные в 1804-07 годах по проекту архитектора Йогана Вильгельма Краузе. Основу библиотеки на 4000 томов было собрали за счет пожертвований. Первым директором библиотеки был профессор риторики, истории и классической филологии Карл Симон Моргенштерн (1770—1852), который проработал в библиотеке 37 лет и создал богатую полноценную коллекцию. В 1960-х годах здание библиотеки было расширено и оборудовано центральным отоплением.
Во время Первой мировой войны библиотека была эвакуирована в Воронеж, Нижний Новгород и Пермь, а в 1920—1921 годах была возвращена Эстонии по Тартускому мирному договору.
К 1970-м годам библиотека пришла в катастрофическое состояние: гибли уникальные книги, чему, в частности, было посвящено два выпуска киножурнала «Фитиль» (1967 год, 1976 год). Долго строилось новое здание библиотеки: в него она переехала только в 1982 году.
В 2002 году Библиотека Тартуского университета совместно с Эстонским литературным музеем и Отделом литературы и фольклора Тартуского университета запустила проект «EEVA».

## Фонды
Фонды библиотеки составляют 3,7 млн единиц хранения и занимают 62218 книжных полок. В коллекции библиотеки 34090 рукописей, 39078 фотографий, 14478 произведений искусства, 48 инкунабул, более 2000 книг XVI века, 241 эльзевиров, 50 кириллических старопечатных книг, 800 российских книг XVIII века, более 100 ранних финских и латышских книг. Самые древние оригинальные документы библиотеки датированы 1239 годом.
Изданиями до 1945 года можно пользоваться лишь в читальном зале.
Рукописи и старопечатные книги находятся в Отделе рукописей и редкой книги. Аудио- и видеоматериалы находятся в Музыкальном отделе библиотеки.
В библиотеке хранится один из первых слепков посмертной маски Пушкина.